# Wilhelm Bauer (Historiker)
Wilhelm Bauer (* 31. Mai 1877 in Wien; † 23. November 1953 in Linz) war ein österreichischer Historiker und Professor der Allgemeinen Geschichte der Neuzeit.
Bauer war der Sohn eines Donaudampfschifffahrtsgesellschaftsdirektors. Nach einem Studium in Wien (Institut für Österreichische Geschichtsforschung 1901) wurde er 1902 zum Dr. phil. promoviert und habilitierte sich 1907 („Die Anfänge Ferdinands I.“). 1917 wurde er außerordentlicher und 1923 ordentlicher Professor der Universität Wien, sowie 1931 korrespondierendes und 1939 wirkliches Mitglied der Österreichischen Akademie der Wissenschaften. Von 1920 bis 1945 war er Redakteur der Mitteilungen des Instituts für Österreichische Geschichtsforschung. Als Ordinarius für Österreichische Geschichte trat er die Nachfolge Raimund Friedrich Kaindls an, für Allgemeine Geschichte jene Ottokar Webers. Bauer gehörte zuerst der Großdeutschen Volkspartei an, er beantragte dann am 29. März 1940 die Aufnahme in die NSDAP und wurde zum 1. Januar 1941 aufgenommen (Mitgliedsnummer 8.468.169). Er war Mitglied der antisemitischen Professorenclique Bärenhöhle. Von der Lehrtätigkeit auf der Universität Wien wurde er 1945 enthoben und als „nicht tragbar“ 1946 in den Ruhestand versetzt.

## Schriften (Auswahl)
- Die öffentliche Meinung in der Weltgeschichte. Potsdam 1929.
- Einführung in das Studium der Geschichte. Tübingen 1921 (online)
- Die öffentliche Meinung und ihre geschichtlichen Grundlagen. Ein Versuch. Tübingen 1914 (online)
- (Hrsg.) Die Korrespondenz Ferdinands I.:
  - Band I: online (Familienkorrespondenz bis 1526)
  - Band II (1. Hälfte): online (Familienkorrespondenz 1527 und 1528)
  - Band II (2. Hälfte): online (Familienkorrespondenz 1529 und 1530)